# Shining Time Station
Shining Time Station é uma série de televisão infantil estadunidense criada em conjunto pelo produtor britânico Britt Allcroft e pelo produtor estadunidense Rick Siggelkow. A série foi ao ar pela PBS de 29 de janeiro de 1989 a 11 de junho de 1993, com quatro horas de "Family Specials" estreando no horário nobre em 1995. A série continuou a ser exibida na rede em reprises até 11 de junho de 1998. A série estrelou Ringo Starr, George Carlin, Didi Conn, Brian O'Connor, e The Flexitoon Puppets.